# Hiraizumi
Hiraizumi (平泉町 Hiraizumi-chō?) är en landskommun (köping) i Iwate prefektur i Japan. Folkmängden uppgår till 7 300 invånare (2021). 
Hiraizumi var omkring 100 år under perioden Heian och den därpå följande Kamakura Fujiwaraätten i Hiraizumis hemort. Samma period fungerade den även de facto som huvudstad i Oshu, ett område omfattande nästan en tredjedel av Japans landområde. Vid sin höjdpunkt hade staden 50 000 invånare, kanske till och med fler än 100 000, jämförbar med Kyoto i prakt och storlek.

## Historia
Den första byggnaden i Hiraizumi kan ha varit Hakusanhelgedomen på toppen av berget Kanzan. En författare 1334 uppgav att helgedomen redan då var 700 år gammal. Även om de tillhörande byggnaderna har återuppbyggts flera gånger, finns samma helgedom kvar på samma ställe.
Omkring år 1100 flyttade Fujiwara no Kiyohira sitt hem till fästningen Toyoda i dagens Esashi i staden Ōshū till berget Kanzan i Hiraizumi. Detta läge var betydelsefullt av olika orsaker. Kanzan är beläget vid de två floderna Kitakamis och Koromos sammanflöde. Traditionellt fungerade Koromo som gräns mellan Japan i söder och Emishifolket i norr. Genom att bygga sitt hem söder om Koromo visade Kiyohira (själv till hälften Emishi) öppet sin intention att styra Oshu utan officiell sanktion från Kyoto. Kanzan låg också alldeles intill Nybyggarleden, huvudvägen från Kyoto till de norra landområdena som de öppnade upp. Kanzan sågs också som mittpunkten i Oshu, vars landområde sträckte sig från Shirakawa i söder till Sotogahama i dagens Aomori prefektur.
Kiyohira lät uppföra det stora tempelkomplexet på Kanzan, känt som Chūson-ji. Den första byggnaden var en stor pagod mitt på bergets topp. Intill dessa placerade han små paraplyrelikvarier (kasa sotoba) var hundrade meter längs Nybyggarvägen dekorerad med plakat med Amida Buddha målad i guld. Andra pagoder, tempel och trädgårdar följde däribland Konjikido, ett juvelskrin till byggnad, avsedd att representera den buddhistiska religionsinriktningen rena land-buddhism och Fujiwarahärskarnas sista viloplats.
Hiraizumis gyllene era varade i nära 100 år, men efter Fujiwaraättens fall kom staden i skymundan, och de flesta byggnaderna som gav staden sin kulturella prägel förstördes.

## Ett världsarv
2001 sattes Hiraizumi upp på Japans förhandslista (tentativa lista) över planerade världsarvsnomineringar under namnet "Historiska monument och platser i Hiraizumi" och i juni 2011 fick Hiraizumi världsarvsstatus.

## Sevärdheter
Hiraizumi har ett antal officiella objekt på listan över Japans nationalskatter och andra kulturellt eller historiskt intressanta platser, däribland:
- Buddhisttempel
  - Chūson-ji (中尊寺) med Konjikidō (金色堂, Gyllene salen)
  - Mōtsū-ji (毛越寺) med dess Jōdo-trädgård (浄土庭園)
  - Ruinerna av Kanjizaiō-in (観自在王院) med dess Jōdo-trädgård (浄土庭園)
  - Ruinerna av Muryokō-in (無量光院)
  - Takkoku no Iwaya Bishamon (達谷窟毘沙門堂)
- Andra
  - Takadachi Gikeidō (高館義経堂)
  - Yanagi no Gosho (柳之御所遺跡)

## Kommunikationer
- Hiraizumi station på Tōhoku stambana har tåg en gång i timmen till Ichinoseki och Morioka.
- En buss går mellan Chūson-ji (中尊寺) och järnvägsstation, därefter vidare till Ichinoseki.